# 新秩序 (樂團)
新秩序樂團（英語：New Order），英國摇滚樂團，1980年由伯纳德·萨姆纳（主唱、吉他、合成器）、彼得·胡克（貝斯、和声、電鼓）與斯蒂芬·莫里斯（鼓、合成器）组建。樂團曲風結合了後龐克與電子舞曲，成為1980年代的代表樂團之一。

## 历史

### 欢乐分队与乐队成立（1977–1980）
1977年，伊恩·柯蒂斯、伯纳德·萨姆纳、彼得·胡克和史蒂芬·莫里斯共同成立了后朋克乐队欢乐分队，乐队以马丁·汉内特为主要制作人。1980年5月18日，乐队主场伊恩·柯蒂斯在乐队准备前往北美巡演前自杀。同年7月18日，在3月就完成录音的欢乐分队第二张也是最后一张专辑《Closer》发行。
在柯蒂斯去世前，乐队曾约定如果任何成员离开，其余成员都不再以「Joy Division」的名义继续活动。因此乐队打算改名重组。1980年夏天，萨姆纳、胡克和莫里斯录制了他们的第一批demo，其中包括一首凯文·休伊克主唱的歌曲《Haystack》，休伊克是托尼·威尔逊为乐队推荐的新核心主唱，但他最终没有加入乐队。1980年7月29日，三人组在曼切斯特的Beach Club进行重组后首演，这时新乐队还没有起名。之后为乐队担任20余年的经纪人罗伯·格雷顿在卫报上看见了一篇名为《The New Order of Kampuchean Rebels》（柬埔寨人民共和国叛军的新秩序）的文章，提议将「The New Order of Kampuchean Rebels」作为新队名，尽管当时还存在名字十分类似的美国摇滚乐队「The New Order」，乐队最终还是采纳并将其简化为「New Order」。乐队称这个名字并不包含纳粹主义的新秩序含义。
1980年秋天，重组后的新秩序乐队在美国进行短期巡演，期间萨姆纳、莫里斯、胡克在不同的歌曲担任主唱，最终，萨姆纳成为了乐队的核心主唱，尽管一边弹吉他一边唱歌对他十分困难。乐队在这次巡演中录制了两首欢乐分队时期创作的歌曲《Ceremony》和《In a Lonely Place》，并于1981年1月作为乐队的首张单曲发布。
乐队希望补充一位他们熟悉且音乐技巧与风格契合的成员。1980年10月初，在经纪人格雷顿的建议下，莫里斯的女友吉莲·吉尔伯特受邀加入乐队，担任键盘手和吉他手。1980年10月25日，吉尔伯特首次作为乐队成员在曼彻斯特的The Squat演出。1981年9月，乐队以十二英寸单曲的形式发行了四人乐队重录版《Ceremony》。

### 专辑《Movement》（1981–1982）
1981年11月，乐队的第一张专辑《Movement》发行，这张专辑延续了欢乐分队的风格，主题阴郁且旋律优美，最大的不同是使用了更多合成器。乐队在制作《Movement》时还沉浸在柯蒂斯去世的阴影中，胡克曾表示，这段时间唯一的好事是制作人汉内特教会了他们如何使用调音台，让乐队能自己制作唱片。同年，乐队再度造访纽约市，并接触到了post-disco、freestyle、Electro等新的音乐风格，队员们经常听Italo disco来缓解情绪。同时，莫里斯自学了使用鼓机。
随后，乐队发行了吸收大量电子音乐元素的单曲《Everything's Gone Green》（1981年12月）和《Temptation》（1982年5月），标志乐队向舞曲风格转变。汉内特在《Everything's Gone Green》混音过程中半途离开，至此乐队和汉内特的合作结束，《Temptation》的制作由他们独立完成。
1982年5月，由厂牌Factory Records所有，新秩序乐队大量投资的夜店The Haçienda在曼切斯特开业，The Haçienda是英国的首家superclub，Factory还给The Haçienda 分配了通常只有唱片才有的目录编号FAC51。萨姆纳和莫里斯为The Haçienda创作了开幕曲《Prime 5 8 6》，这是一首接近23分钟的无人声电子音乐作品，直到15年后才以《Video 5 8 6》为名发行。乐队后来的名曲《5 8 6》便从这首开幕曲中演化而来，其中的一些节奏型在后来的歌曲（如《Blue Monday》和《Ultraviolence》）中也有体现。

## 作品目录
- 《Movement》（1981）
- 《Power, Corruption & Lies》（1983）
- 《Low-Life》（1985）
- 《Brotherhood》（1986）
- 《Technique》（1989）
- 《Republic》（1993）
- 《Get Ready》（2001）
- 《Waiting for the Sirens' Call》（2005）
- 《Lost Sirens》（2013）
- 《Music Complete》（2015）

## 延伸閱讀
- Edge, Brian. New Order + Joy Division: Pleasures and Wayward Distractions. London: Omnibus Press, 1988.
- Flowers, Claude. New Order + Joy Division: Dreams Never End. London: Omnibus Press, 1995.
- Johnson, Mark. An Ideal For Living: An History Of Joy Division. London: Bobcat Books, 1984.
- Middles, Mick. From Joy Division to New Order: The Factory Story. London: Virgin Books, 1996.

## 外部連結
- New Order Online （页面存档备份，存于） – 半官方網站